# Ankaratrotrox peyrierasi
Ankaratrotrox peyrierasi är en skalbaggsart som beskrevs av Renaud Maurice Adrien Paulian 1973. Ankaratrotrox peyrierasi ingår i släktet Ankaratrotrox och familjen Aulonocnemidae. Inga underarter finns listade i Catalogue of Life.